# Gutenberg (Estíria)
Gutenberg é um município da Áustria, situado no distrito de Weiz, no estado da Estíria. Tem 22,92 km² de área e sua população em 2023 foi estimada em 1.636 habitantes.